# Franziskanerkirche Lienz

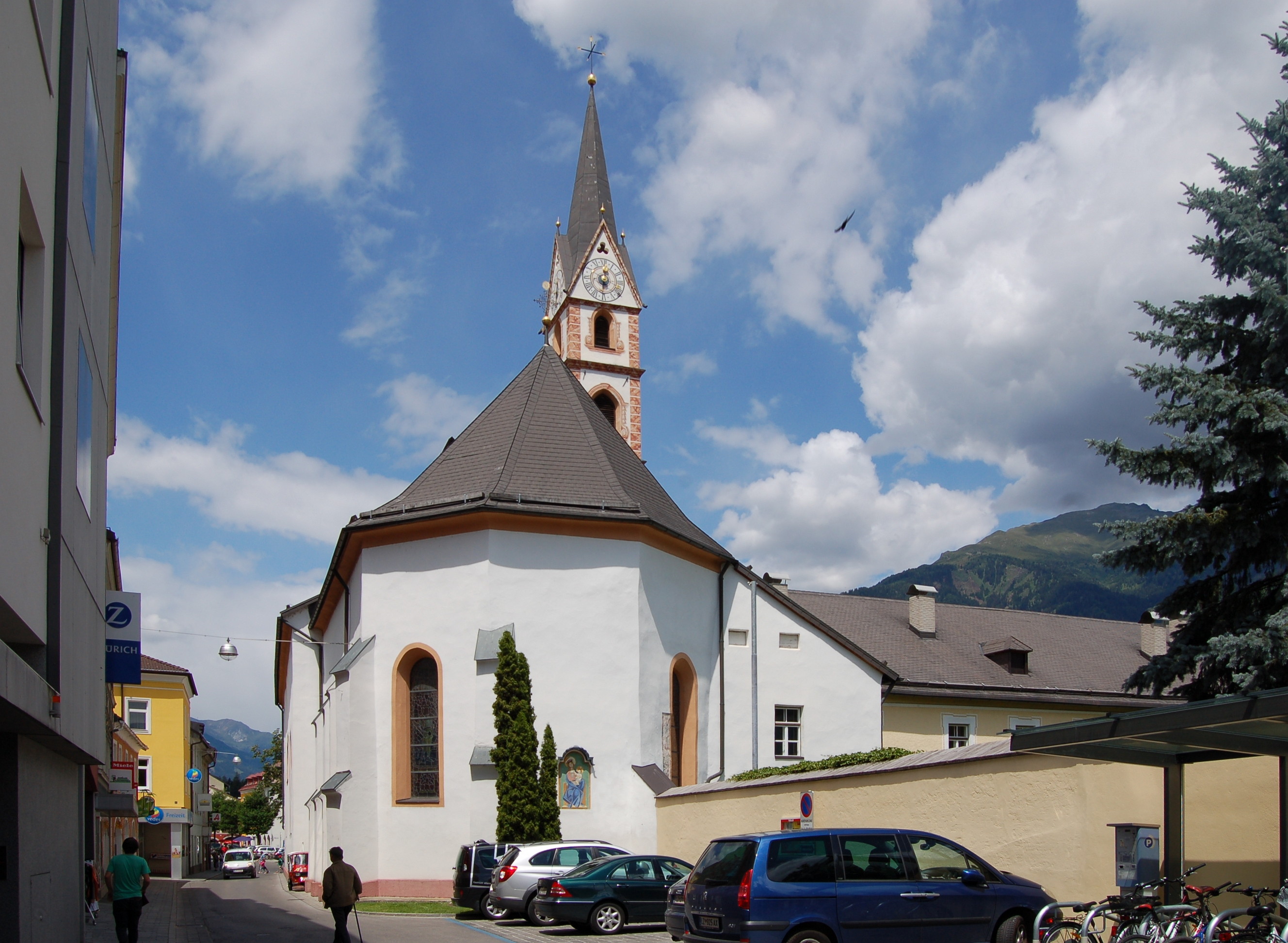
Katholische Franziskanerkirche in Lienz

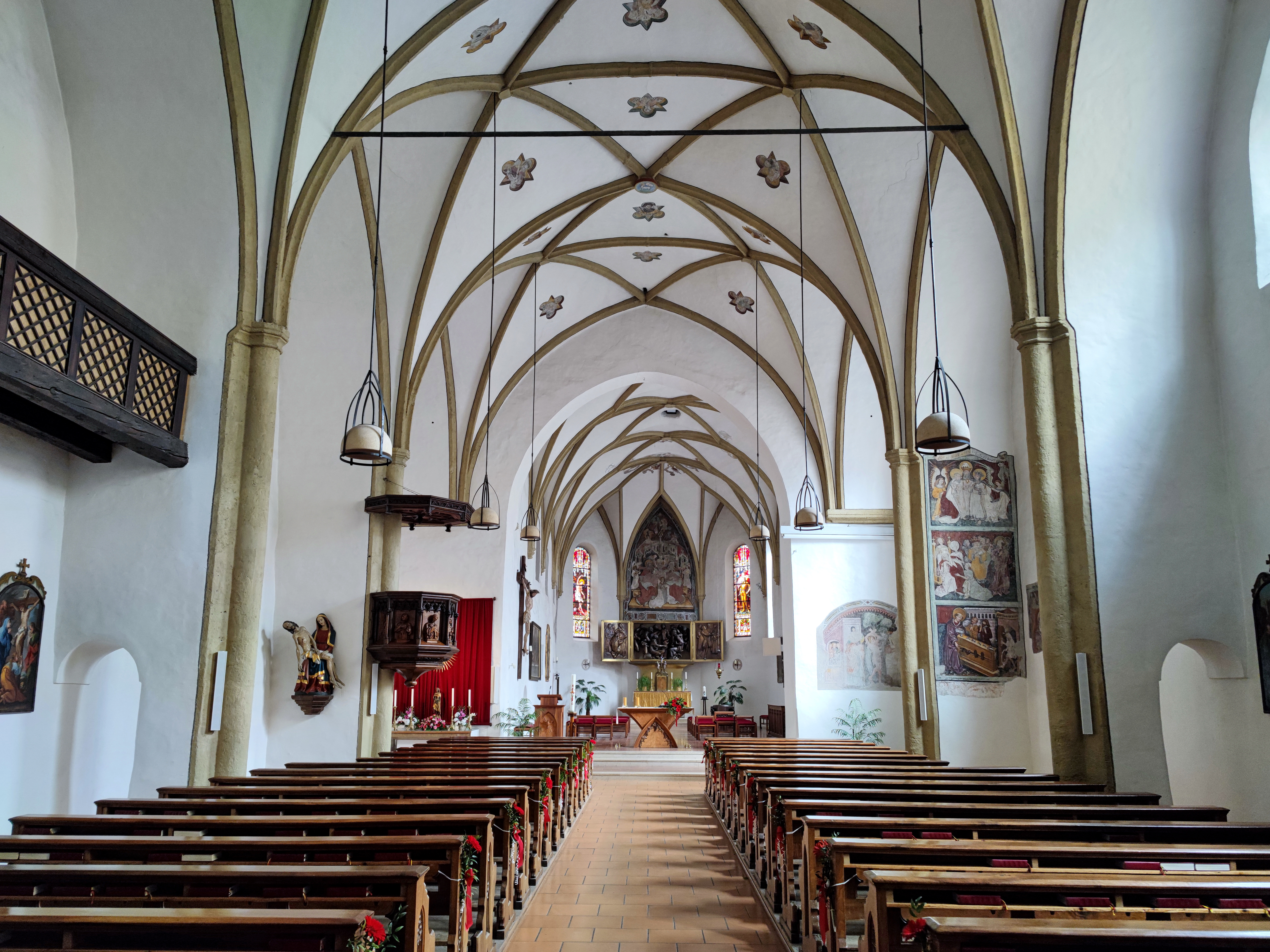
Langhaus, Blick zum Chor

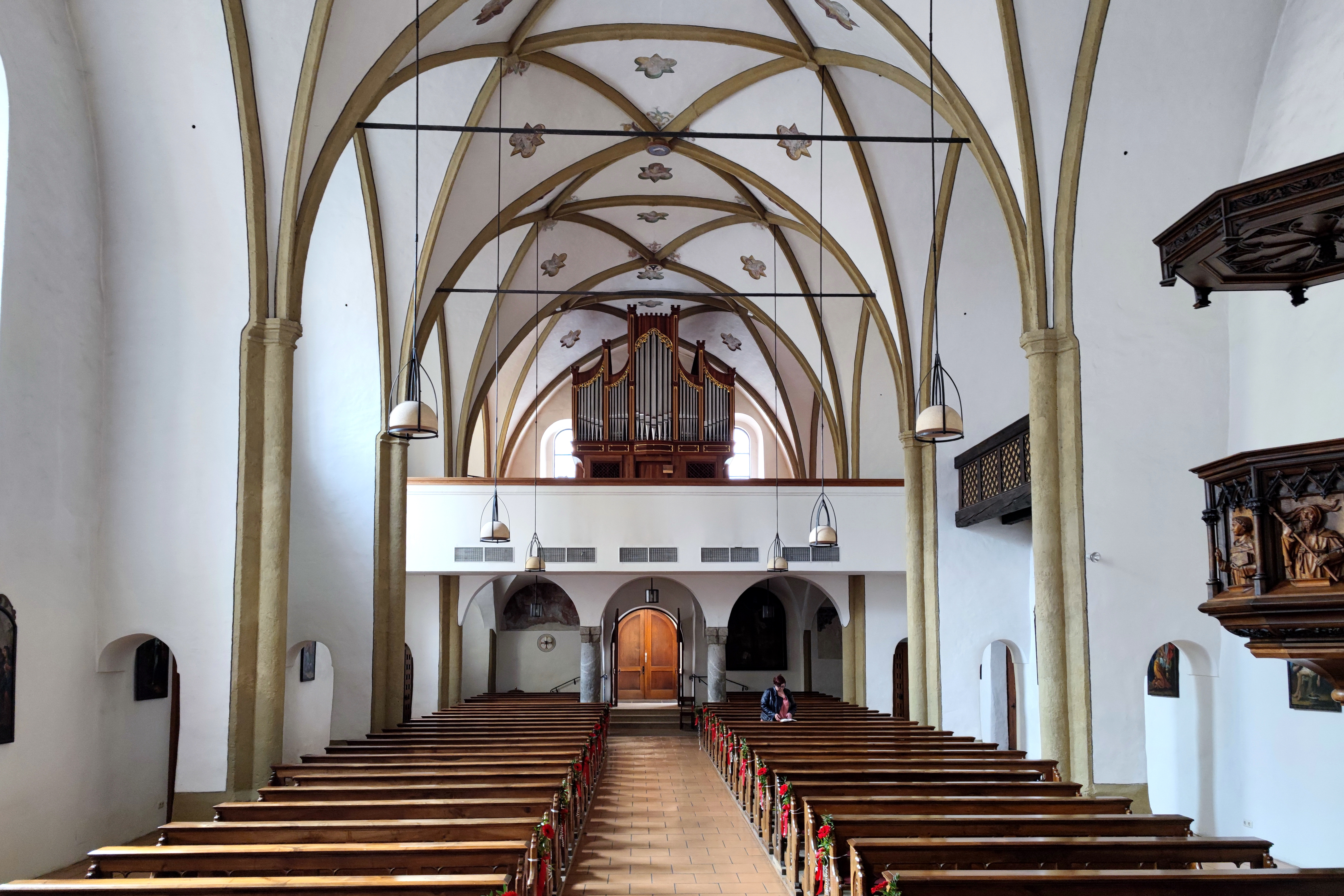
Langhaus, Blick zur Orgelempore

Die Franziskanerkirche Lienz bildet gemeinsam mit dem Franziskanerkloster einen Gebäudekomplex in der Stadtgemeinde Lienz im Bezirk Lienz im Bundesland Tirol. Die dem Patrozinium Unserer Lieben Frau Mariä Himmelfahrt unterstellte römisch-katholische Kirche gehört zum Dekanat Lienz der Diözese Innsbruck und ist die Pfarrkirche der Franziskaner-Pfarre St. Marien. Die Kirche steht unter Denkmalschutz (Listeneintrag).

## Geschichte
Urkundlich erfolgte 1349 die Gründung eines Karmelitenklosters und nach der Aufhebung des Klosters 1785 die Übergabe an die Franziskaner aus Innsbruck. 1948 wurde die Klosterkirche ein Pfarrvikariat.
Unter Einbeziehung noch älterer Bauteile erfolgte der Bau des Langhauses 1430/1440 durch die Görzer Bauhütte, der Chor folgte später.

## Architektur
Das Kirchenäußere zeigt ein schlichtes Langhaus und einen abgesetzten polygonalen Chor mit Strebepfeilern unter einem steilen Satteldach. Die einfache Westfront hat ein rundbogiges Portal und einen neueren Portalvorbau, über zwei Rundbogenfenster befindet sich ein Mosaik Muttergottes von Jos Pirkner 1979. Nördlich am Chor steht der Turm mit spitzbogigen Schallfenstern, er zeigt eine erneuerte Dekorationsmalerei um die Fenster und als Eckquadrierung aus dem 17. Jahrhundert und trägt einen achtseitigen Spitzhelm aus 1886.
Das Kircheninnere zeigt einen einheitlichen spätgotischen Eindruck mit einem einschiffigen fünfjochigen Langhaus, die Joche sind mit ca. 2 m nach innen reichenden Wandpfeilern mit vorgelegten Dreiviertelsäulen mit polygonalen Kapitellen getrennt und tragen einfache Netzrippengewölbe. Die Westempore aus der ersten Hälfte des 16. Jahrhunderts ist mit einem Sterngratgewölbe unterwölbt und mit drei Rundbögen auf Granitsäulen geöffnet. Im mittleren nördlichen Joch befindet sich zwischen den Wandpfeilern eine hölzerne Empore. Nördlich im zweiten Joch befindet sich ein Portal mit einer beschlagenen Tür zum Kreuzgang des Klosters. Der Triumphbogen ist rundbogig. Der eingezogene dreijochige Chor mit einem Fünfachtelschluss ist etwas in der Achse nach rechts verschoben, er hat Sterngewölbe auf Konsolen und runde Schlusssteine. Die Fenster im Langhaus und Chor sind rundbogig, in den Chorschrägen zeigen die Fenster Glasmalereien der Heiligen Florian und Sebastian der Tiroler Glasmalerei um 1900.

## Ausstattung
Der Hochaltar in der Form eines gotischen Flügelaltares schuf Jos Pirkner 1976 mit Darstellungen in getriebenem Kupfer.
Die Kanzel entstand nach einem Entwurf von Pater Johann Maria Reiter durch Johann Ortner 1876/1877, die Reliefs mit verschiedenen franziskanischen Ordensheiligen schuf Karl Fuetsch.
Die Orgel in einem vierteiligen neugotischen Prospekt baute Alois Fuetsch 1929.
Eine barocke Bretterkrippe aus der zweiten Hälfte des 18. Jahrhunderts schuf Christoph Brandstätter.